# Граница (дем Зица)
Вижте пояснителната страница за други значения на Граница.
Гранѝца (на гръцки: Γρανίτσα) е село в Епир, Гърция, част от дем Зица, разположено на 440 метра надморска височина. Населението му през 2011 година наброява 85 жители.

## География
В близост до селото минава пътят GR-6 (Волос – Лариса – Янина – Игуменица), който го свързва на север със стария автомобилен път в Гърция носещ името на Виа Егнация, като новата магистрала Егнатия Одос минава южно от него, а старият път е на около 2 километра северозападно.
Граница е бедно епирско село, като жителите му емигрират към другите по-развити части на страната, а също и в чужбина – Германия, Италия, Англия, Белгия, САЩ, Нова Зеландия и др.